# منتخب قطر لكرة السلة 3x3
منتخب قطر لكرة السلة 3x3 هو منتخب قطر الوطني في رياضة كرة السلة 3×3، يدار من قبل الاتحاد القطري لكرة السلة.